# The Thing About Harry
The Thing About Harry je americký televizní film z roku 2020, který režíroval Peter Paige podle vlastního scénáře.

## Děj
Sam se po skončení střední školy odstěhoval Chicaga. Jednoho dne se mu ozve bývalá spolužačka a pozve ho na své zásnuby. Poprosí ho, jestli by autem nepřivezl i jejich bývalého spolužáka Harryho. Samovi se to moc nelíbí, protože ho Harry na škole šikanoval. Sam během cesty zjistí, že Harry má i některé dobré stránky. Po roce se opět náhodou setkávají na párty, kam Sam přišel se svou kamarádkou Stasiou, ale pohádají se. Po půl roce, kdy Sam žije s přítelem Paulem se opět náhodou potkávají a stanou se z nich přátelé. Sam však netuší, že je do něj Harry zamilovaný a jeho nejasné vyznání lásky během Gay Pride nepochopí. Harry proto začne chodit se Stasiou, což vede k Samovu odcizení. O rok později se Stasia znovu spojí se Samem a poprosí ho, aby přišel jako host na její svatbu. S Harrym se rozešla a bere si někoho jiného. Na svatbě se Sam setká i s Harrym, který mu vyzná lásku. Harry mu ale také sdělí, že se za týden stěhuje za prací do Los Angeles.

## Obsazení
| Jake Borelli   | Sam Baselli               |
| Niko Terho     | Harry Turpin              |
| Britt Baron    | Anastasia „Stasia“ Hooper |
| Japhet Balaban | Zach                      |
| Karamo Brown   | Paul                      |
| Peter Paige    | Casey                     |